# Ганно Коффлер
Ганно Коффлер (нім. Hanno Koffler), нар. 25 березня 1980, Берлін, Німеччина) — німецький актор і музикант.

## Біографія
Ганно Коффлер народився у Берліні. У 1994 році він заснував групу «Kerosin» разом зі своїм братом Максом Коффлером.
У кіно дебютував 2003 року у фільмі «Анатомія 2».
У 2007 році закінчив театральний Семінар Макса Райнгардта у Відні. Вже під час навчання грав у трагедії Шекспіра «Гамлет» у віденському Бургтеатрі (режисер Клаус Марія Брандауер) .

## Фільмографія
| Рік  |   | Українська назва      | Оригінальна назва  | Роль            |
| ---- | - | --------------------- | ------------------ | --------------- |
| 2003 | ф | Анатомія 2            | Anatomy 2          |                 |
| 2004 | ф | Літній шторм          | Sommersturm        | Мальте          |
| 2008 | ф | Комети міста Галле    | Hallesche Kometen  | Бен             |
| 2008 | ф | Крабат, учень чаклуна | Krabat             | Юро, підмайстер |
| 2008 | ф | Червоний барон        | DerRote Baron      | Лехманн         |
| 2011 | ф | Якщо не ми, то хто    | Wer wenn nicht wir | Улі Енслін      |
| 2013 | ф | Вільне падіння        | Freier Fall        | Марк Боргман    |
| 2014 | ф | Початок               | Coming In          | Адріан          |

## Нагороди
| Рік  | Нагорода                      | Категорія                                             | Результат |
| ---- | ----------------------------- | ----------------------------------------------------- | --------- |
| 2008 | Кінофестиваль у Дурбані (ПАР) | Найкращий актор за A Hero's Welcome (Nacht vor Augen) | Перемога  |
| 2014 | Deutscher Filmpreis           | Найкращий виконавець головної ролі (Вільне падіння)   | Номінація |